# Leistchamm
Leistchamm är en bergstopp i Schweiz.   Den ligger i distriktet Wahlkreis See-Gaster och kantonen Sankt Gallen, i den östra delen av landet, 140 km öster om huvudstaden Bern. Toppen på Leistchamm är 2 101 meter över havet, eller 152 meter över den omgivande terrängen. Bredden vid basen är 0,90 km. Leistchamm ligger vid sjön Walensee.
Terrängen runt Leistchamm är bergig söderut, men norrut är den kuperad. Närmaste större samhälle är Walenstadt, 7,8 km öster om Leistchamm. 
I omgivningarna runt Leistchamm växer i huvudsak blandskog. Runt Leistchamm är det ganska tätbefolkat, med 60 invånare per kvadratkilometer.